# قائمة شواطئ قطر
تعتبر قطر شبه جزيرة تتوفر على طول ساحلي يمتد على 563 كم من الساحل البحري، ولهذا فهي بموفعها وشكلها الجغرافي تضم العديد من الشواطئ والجزر الصغيرة والخلجان والأخوار والحواجز الرملية والشعب المرجانية.
وهو ما يجعل منه وجهة مفضلة لعشاق السياحة الشاطئية وسياحة التأمل على الرمال الذهبية والمغامرات البحرية، خصوصا خلال فصل الصيف.
وهذه قائمة لأهم شواطئ قطر:

## شاطئ الغارية
كان في البداية عبارة عن مخيّم صحراوي لأعضاء الحركة الكشفية القطرية، ولكنه أصبح فيما بعد مقصدا للكثير من محبي التخييم. حيث أصبح يشتمل على منتجع شاطئي بالإضافة إلى شاطئ رملي مشهور إلى الشمال.

## خور العديد
يمكن وصفه بالبحيرة الصغيرة داخل المجال البري القطري، تمتد ضفافه بين دولة قطر والعربية السعودية.

## رأس عبروق
بقع شاطئ رأس العرقوب على بعد 70 كم إلى الشمال من الدوحة. وهو خليج ساحر هلالي الشكل تتخلله كتل صخرية جميلة.

## شاطئ مرونا
يقع على مسافة 80 كيلومترا إلى الشمال من الدوحة. يُعرف هذا الشاطئ أيضاً باسم شاطئ ال 42 كم، وهو عبارة عن شاطئ صغير يبعد 80 كم إلى الشمال من الدوحة. حبيبات رمال الشاطئ صغيرة جداً لدرجة أنها قد لا تسمح بنصب الخيم.

## شاطىء سميسمة
يقع على مسافة 40 كيلومتر إلى الشمال من العاصمة الدوحة، المسافة من مطار حمد الدولي: حوالي ساعة بالسيارة.

## فويرط
تمتاز المنطقة التي يقع فيها بخليج رملي يضم خلجاناً عديدة. وهو على بعد 80 كيلومتر إلى الشمال من الدوحة، وحوالي الساعة والنصف – بالسيارة من مطار حمد الدولي.

## أم باب(شاطئ أشجار النخيل)
تُعرف أم باب أيضا باسم "شاطئ أشجار النخيل"، بسبب توفر الشاطئ على النخيل على امتداد حائل الأمواج.
يقع الشاطئ على بعد 90 كيلومتر إلى الغرب من الدوحة، والمسافة من مطار حمد الدولي: حوالي 1.5 ساعة بالسيارة.

## شاطىْ سيلين
شاطئ سيلين يقع على الساحل الشرقي جنوب مدينة أم سيعيد في دولة قطر ويتكون من كثبان رملية ممتدة على مساحات شاسعة إلى منطقة خور العديد جنوب قطر.